# تيمور أباد (غرغان)
تيمور أباد (بالفارسية: تیمورآباد) هي قرية تقع في غلستان في إيران. يقدر عدد سكانها بـ 355 نسمة بحسب إحصاء 2016.